# Crytek USA

El logo de Crytek.

Crytek USA es un desarrollador de videojuegos con sede en Austin, Texas, propiedad de la compañía de videojuegos alemana Crytek. El estudio está dirigido por David L. Adams, que era antes el director general de Vigil Games, un estudio que había sido adquirido por THQ, y fue cerrado como parte de la bancarrota de THQ el 23 de enero de 2013. Otros exempleados Vigil también trabajan para el nuevo estudio.

## Historia

### Formación
Aunque la compañía estaba poniendo una mayor prioridad a la adquisición de la franquicia Homefront durante la subasta de los bienes de la quiebra del editor de videojuegos THQ (ya que su secuela estaba siendo desarrollada por Crytek UK), el fundador de Crytek, Cevat Yerli, había expresado su interés en pujar por el Vigil Games basada en Austin debido a su trabajo en la serie Darksiders, y porque Crytek ya estaba planeando establecer una filial en EE. UU. en Austin. Sin embargo, él no pujo porque sentía que los proyectos actuales de la compañía no encajaban con la estrategia actual de Crytek. Después de una conversación telefónica con Adams tras el fracaso de Vigil de recibir cualquier oferta en la subasta, Yerli consideró que Adams era "apasionado" y "cuidadoso" hacia los proyectos y hacia el personal de su estudio. Después de saber que Vigil había sido cerrada por THQ, Yerli programó rápidamente un vuelo a Austin para visitar a Adams y al resto de los exfuncionarios de Vigil para ver si estarían interesados en formar parte de Crytek USA.
Yerli confió la capacidad creativa de los empleados de Vigil sobre la base de sus juegos, y rápidamente desarrolló una relación con Adams y sus antiguos colegas; Yerli contrató a muchos de los antiguos empleados de Vigil basándose únicamente en su liderazgo y la confianza en torno a Adams. Crytek USA planeó comenzar desde "cero" y no trabajar sobre cualquier propiedad intelectual anterior (como Darksiders y otro proyecto nombre código "Crawler"), sin embargo, Adams confirmó personalmente que Crytek podría pujar por la franquicia Darksiders durante la segunda subasta de THQ en abril de 2013. Adams expresó su interés en la oportunidad de traer la franquicia a sus creadores originales. En abril de 2013, sin embargo, la serie ha sido subastada a Nordic Games.